# Дракула Ча-ча-ча (роман)
«Дракула Ча-ча-ча» (англ. «Anno Dracula: Dracula Cha Cha Cha» змінена назва англ. «Judgement of Tears: Anno Dracula 1959» після першого випуску в США) — роман в жанрі альтернативної історії /роман жахів британського письменника Кіма Ньюмана. Вперше опублікована в 1998 році видавництвом Carroll & Graf, це третя книга в серії «Анно Дракула».

## Сюжет
У 1959 році кілька відомих вампірів світу збираються в Римі на весілля графа Дракули. Британська розвідка, клуб «Діоген» та деякі інші, зокрема британський шпигун, виходять на слід зловісного божевільного з білою кішкою, розслідують ці брудні схеми.

## Налаштування
Книга є романом про альтернативну історію, дія якого відбувається у світі, де Ван Хелсінг ніколи не вбивав Дракулу. Версія Риму, показана в книзі, створена під сильним впливом італійського кінорежисера Федеріко Фелліні. Як завжди в серії, роман містить ряд персонажів з інших вигаданих творів, хоча через обмеження авторського права деякі не названі або мають псевдоніми.
Деякі з цих змін ідентичності цілком зрозумілі (наприклад, персонаж командира Геміша Бонда, заснованого на Джеймсі Бонді, який любить мартіні, їздить на Aston Martin, використовує Walther PP, має шотландську версію імені «Джеймс» і замість свого імені, і може сказати «сука мертва»), тоді як деякі є більш незрозумілими (наприклад, футболіст із Канзасу на ім'я Кент).
Оригінальна назва роману натхненна піснею Бруно Мартіно Dracula Cha Cha (1959) (La Voce del Padrone, 7 MQ 1271), яка з'явилася в альбомі I grandi successi di Bruno Martino (Великі успіхи Бруно Мартіно — 1959) (La Voce del Padrone, QELP 8012) і виконується на екрані Вінсентом Міннеллі у фільмі «Два тижні в іншому місті» (1962).